# Бориспільське шосе
Бори́спільське шосе́ — вулиця в Дарницькому районі міста Київ, місцевість Червоний хутір. Пролягає від Харківської площі до межі міста, частина автошляху Ужгород—Харків. 

## Історія
Назва — з 2005 року, на честь міста Бориспіль.